# List intencyjny
List intencyjny – pisemna, wstępna deklaracja zamierzeń dotyczących swoich działań, składana przez stronę możliwego przyszłego stosunku gospodarczego. 
W odróżnieniu od oferty list intencyjny nie wiąże składającego ani przyjmującego. Może zostać wystawiony zarówno przez jedną, jak i więcej osób, zarówno prawnych, jak i fizycznych. 
List intencyjny określa zakres przyszłych działań czy umów oraz zarys planów dotyczących danego projektu. Zwykle jest podpisywany w chwili, gdy po zakończeniu wstępnych negocjacji zostało osiągnięte porozumienie co do podjęcia dalszych działań. Stanowi więc pierwsze uregulowanie przyszłej współpracy, które zobowiązuje sygnatariuszy do uczestnictwa w danym projekcie. 
List intencyjny może na przykład zawierać:
- zobowiązanie do prowadzenia negocjacji w dobrej wierze,
- zobowiązanie do nierenegocjowania już uzgodnionych postanowień,
- upoważnienie do rozpoczęcia oznaczonych prac,
- deklarację dokonania wpłaty odpowiedniej wysokości.